# Metopoplus excelsa
Metopoplus excelsa là một loài bướm đêm trong họ Noctuidae.